# Anadolu Efes Spor Kulübü 2012-2013
Questa voce raccoglie le informazioni riguardanti l'Anadolu Efes Spor Kulübü nelle competizioni ufficiali della stagione 2012-2013.

## Stagione
La stagione 2012-2013 dell'Anadolu Efes Spor Kulübü è la 35ª nel massimo campionato turco di pallacanestro, la Türkiye 1. Basketbol Ligi.

## Roster
Aggiornato al 11 luglio 2021.
| Anadolu Efes 2012-13 | Anadolu Efes 2012-13 |
| Giocatori            | Staff tecnico        |
| -------------------- | -------------------- |

| N. | Naz.                                               | Ruolo | Nome             | Anno | Alt.   | Peso   |  |
| -- | -------------------------------------------------- | ----- | ---------------- | ---- | ------ | ------ |  |
| 4  | Turchia (bandiera)                                 | P     | Doğuş Balbay     | 1989 | 185 cm | 82 kg  |  |
| 5  | Stati Uniti (bandiera)                             | P     | Jordan Farmar    | 1986 | 188 cm | 81 kg  |  |
| 6  | Macedonia del Nord (bandiera) · Turchia (bandiera) | A     | Cedi Osman       | 1995 | 204 cm | 88 kg  |  |
| 7  | Slovenia (bandiera)                                | G     | Saša Vujačić     | 1984 | 200 cm | 88 kg  |  |
| 8  | Turchia (bandiera)                                 | G     | Birkan Batuk     | 1990 | 196 cm | 87 kg  |  |
| 9  | Turchia (bandiera)                                 | C     | Semih Erden      | 1986 | 212 cm | 109 kg |  |
| 10 | Turchia (bandiera)                                 | PG    | Kerem Tunçeri    | 1979 | 190 cm | 85 kg  |  |
| 11 | Stati Uniti (bandiera)                             | AP    | Josh Shipp       | 1986 | 196 cm | 100 kg |  |
| 12 | Turchia (bandiera)                                 | AC    | Kerem Gönlüm (C) | 1977 | 208 cm | 102 kg |  |
| 15 | Uruguay (bandiera)                                 | C     | Esteban Batista  | 1983 | 208 cm | 122 kg |  |
| 20 | Serbia (bandiera)                                  | AG    | Duško Savanović  | 1983 | 204 cm | 102 kg |  |
| 22 | Stati Uniti (bandiera)                             | G     | Jamon Gordon     | 1984 | 191 cm | 98 kg  |  |
| 23 | Albania (bandiera) · Turchia (bandiera)            | C     | Ermal Kuqo       | 1980 | 206 cm | 118 kg |  |
| 32 | Turchia (bandiera)                                 | G     | Sinan Güler      | 1983 | 192 cm | 95 kg  |  |
| 34 | Turchia (bandiera)                                 | AG    | Gökhan Şirin     | 1990 | 208 cm | 91 kg  |  |
| 42 | Croazia (bandiera)                                 | C     | Stanko Barać     | 1986 | 217 cm | 111 kg |  |
| -  | Turchia (bandiera)                                 | C     | Ramazan Tekin    | 1993 | 214 cm | 103 kg |  |

| Allenatore                                                       |
| - Oktay Mahmuti                                                  |
| Assistente/i                                                     |
| - Recep Şen Legenda - (C) Capitano - (IN) Inattivo - Infortunato |

## Mercato

### Sessione estiva
| Acquisti | Acquisti           | Acquisti            | Acquisti      | Acquisti |
| R.a      | Nome               | da                  | Modalità      |          |
| -------- | ------------------ | ------------------- | ------------- | -------- |
| P        | Jordan Farmar      | N.J. Nets           | definitivo    |          |
| G        | Birkan Batuk       | Karşıyaka           | definitivo    |          |
| C        | Semih Erden        | Cleveland Cavaliers | definitivo    |          |
| G        | Jamon Gordon       | Galatasaray         | definitivo    |          |
| P        | Vlado Ilievski     | Lokomotiv Kuban'    | fine prestito |          |
| C        | Duşan Çantekin     | Mega Vizura         | fine prestito |          |
| C        | Miroslav Raduljica | Partizan            | fine prestito |          |

| Cessioni | Cessioni           | Cessioni        | Cessioni       | Cessioni |
| R.       | Nome               | a               | Modalità       |          |
| -------- | ------------------ | --------------- | -------------- | -------- |
| G        | Tarence Kinsey     | G.S. Warriors   | fine contratto |          |
| AP       | Cenk Akyol         | Galatasaray     | fine contratto |          |
| P        | Oliver Lafayette   | Žalgiris Kaunas | fine contratto |          |
| P        | Vlado Ilievski     | Cedevita Junior | fine contratto |          |
| C        | Duşan Çantekin     | Bandırma Banvit | fine contratto |          |
| C        | Miroslav Raduljica | Azov. Mariupol' | prestito       |          |

### Dopo l'inizio della stagione
| Acquisti | Acquisti   | Acquisti   | Acquisti        | Acquisti   |
| R.       | Nome       | da         | Data            | Modalità   |
| -------- | ---------- | ---------- | --------------- | ---------- |
| AP       | Josh Shipp | Free agent | 31 ottobre 2012 | definitivo |

| Cessioni | Cessioni | Cessioni | Cessioni | Cessioni |
| R.       | Nome     | a        | Data     | Modalità |
| -------- | -------- | -------- | -------- | -------- |